# Ptačinec trávovitý

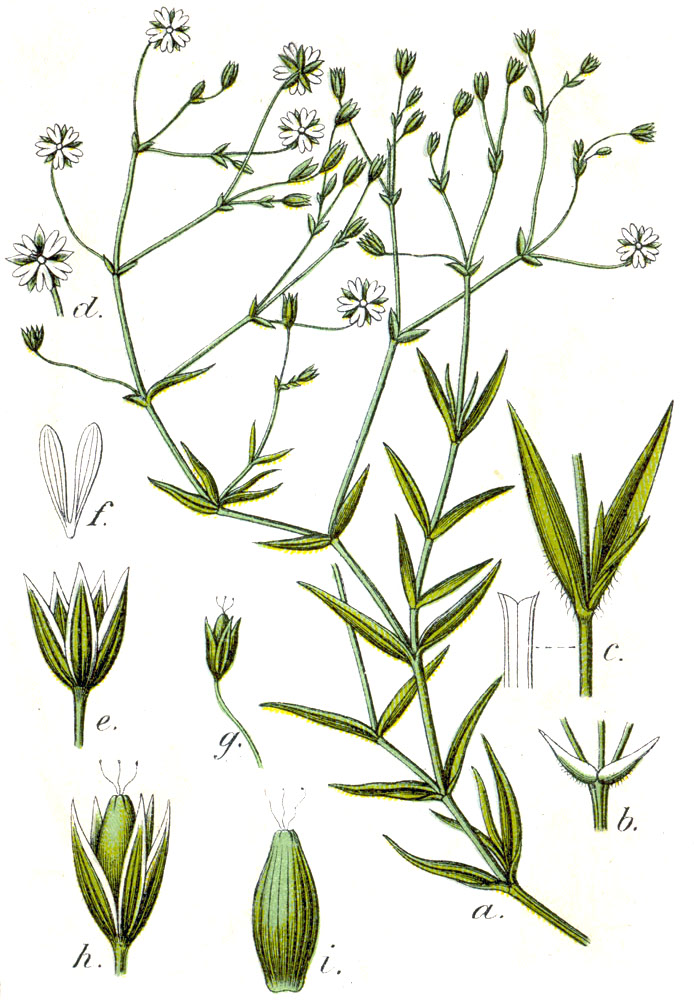
Nákres ptačince trávovitého

Ptačinec trávovitý (Stellaria graminea) je vytrvalá, řídce trsnatá, nevysoká, planě rostoucí rostlina s drobnými, bílými květy. V české přírodě je původní druh, který se vyznačuje širokým ekologickým a biocenologickým rozsahem, je však bez ekonomického významu.

## Rozšíření
Vyskytuje se téměř na celém evropském území a dále východním směrem je přerušovaně rozšířen přes evropské Rusko, Sibiř, Kavkaz, Jihozápadní a Střední Asii až na severozápad Číny i Mongolska a do oblasti ruského Dálného východu. Jeho ostrůvkovitý areál sahá i na sever indického subkontinentu do oblastí pod Himálajem. Druhotně byl zavlečen do Severní i Jižní Ameriky, Austrálie i na Nový Zéland.
V České republice je bylinou hojně rostoucí po celém území bez regionální fytogeografické vazby. Vyskytuje se od teplých planárních oblastí až po chladné alpínské, v Čechách roste i na Sněžce v nadmořské výšce okolo 1500 m. Kvete od května do září.

## Ekologie
Je rostlinou nenáročnou na stanoviště, roste na suchých i vlhkých loukách, pastvinách, kamenitých stráních i mezích okolo polí. Je častá na travnatých okrajích lesů a jejich mýtinách, stejně jako podél silničních a železničních komunikací. Nevadí ji přílišná vlhkost a bývá četná i v mokřinách terénních sníženin nebo v blízkosti občas se rozlévajících vodních toků, hojně se vyskytuje i na místech s rozrušovaným povrchem. Nejčastěji roste na půdách humózních, nevápněných, neutrálních až slabě kyselých, hlinitých až písčitých, spíše vlhkých než suchých.

## Popis

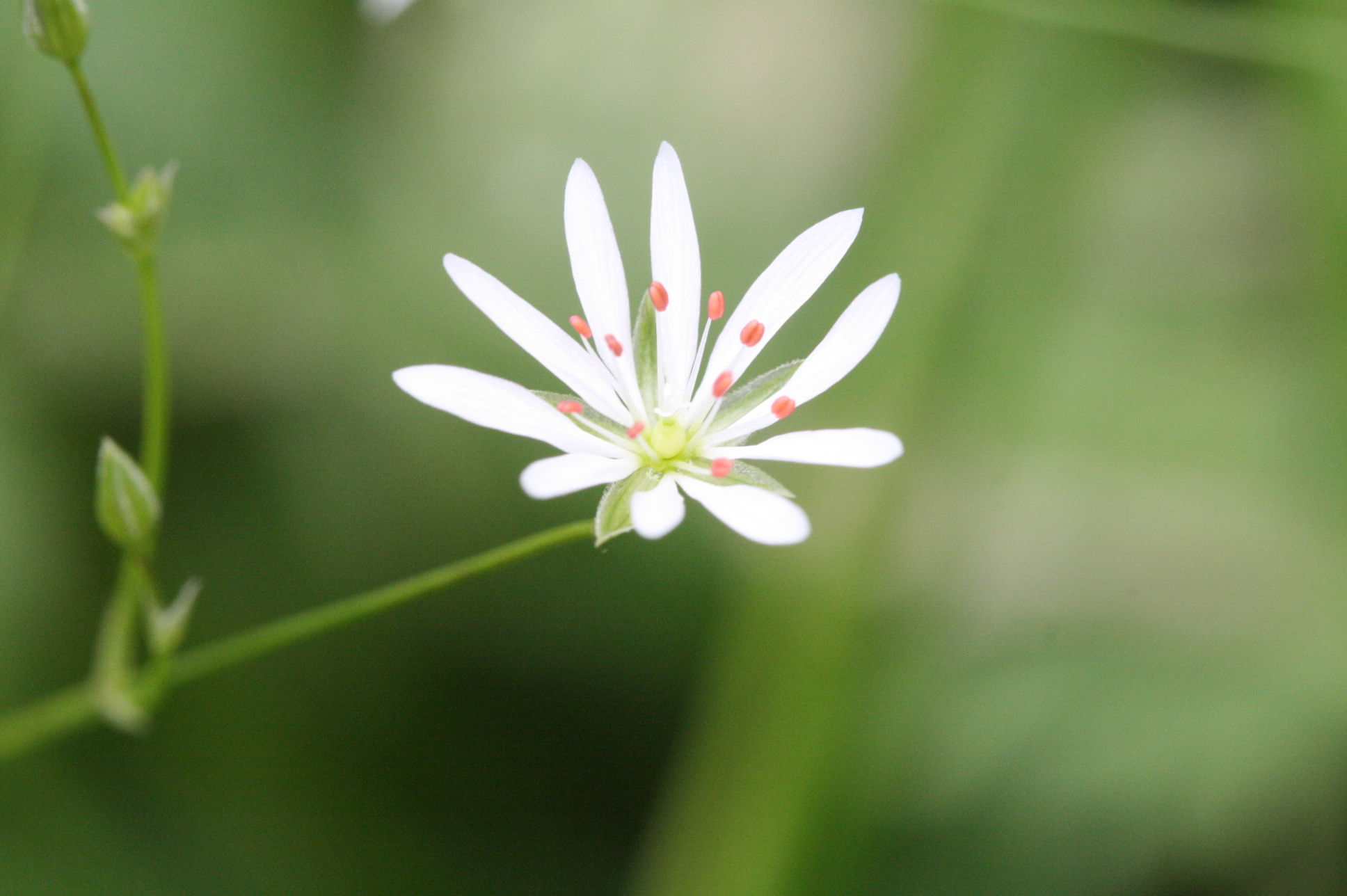
Květ

Ptačinec trávovitý je vytrvalá bylina s tenkým plazivým, široce větveným oddenkem. Lodyhy má dlouhé 10 až 50 cm, tenké, slabé, bývají poléhavé až vystoupavé, jednoduché nebo rozvětvené a jsou čtyřhranné, lysé a někdy z paždí listů vyrůstají svazečky drobných listů nebo krátké bezkvěté větvičky. Listy na lodyze jsou vstřícné, dlouhé 20 až 35 mm a široké 2 až 5 mm, přisedají zúženou bázi, jsou úzce kopinaté až čárkovité, po obvodě celistvé, na vrcholu špičaté a jejich sytě zelené čepele mají uprostřed vystouplou žilku. Listeny jsou bělavé, blanité, 2 až 10 mm dlouhé, na konci zašpičatělé a uprostřed mají nahnědlý nebo nazelenalý proužek.
Pětičetné bílé květy na dlouhých stopkách vytvářejí 15 až 50květý řídký, rozložitý vidlan. Kališní lístky jsou kopinaté, asi 4 mm dlouhé, zřetelně trojžilné a mají bělavý lem sahající do čtvrtiny lístku. Hluboce dělené, bílé korunní lístky bývají o třetinu delší než kališní. V květu je zpravidla deset tyčinek s hnědočervenými prašníky a pestík složený ze tří plodolistů má svrchní semeník a tři čnělky. Vyskytují se i celkově méně vzrůstné rostliny s drobnějšími, jen samčími květy. Květy se otvírají postupně po celé léto, každý má životnost asi tři dny, jsou opylovány drobným hmyzem slétajícím se za nektarem.
Plod je světle hnědá, mnohosemenná, úzce vejčitá, 5 až 7 mm dlouhá tobolka, asi do poloviny obalená trvalým kalichem. Otvírá se šesti chlopněmi a obsahuje četná 1 mm velká, okrouhle ledvinovitá semena hnědé barvy s vrásčitým povrchem.
Rostliny se rozmnožují rozrůstáním oddenků nebo semeny, často vytvářejí nevelké kolonie. Semena i vlastní rostliny slouží za potravu drobným ptákům a hlodavcům.

## Galerie

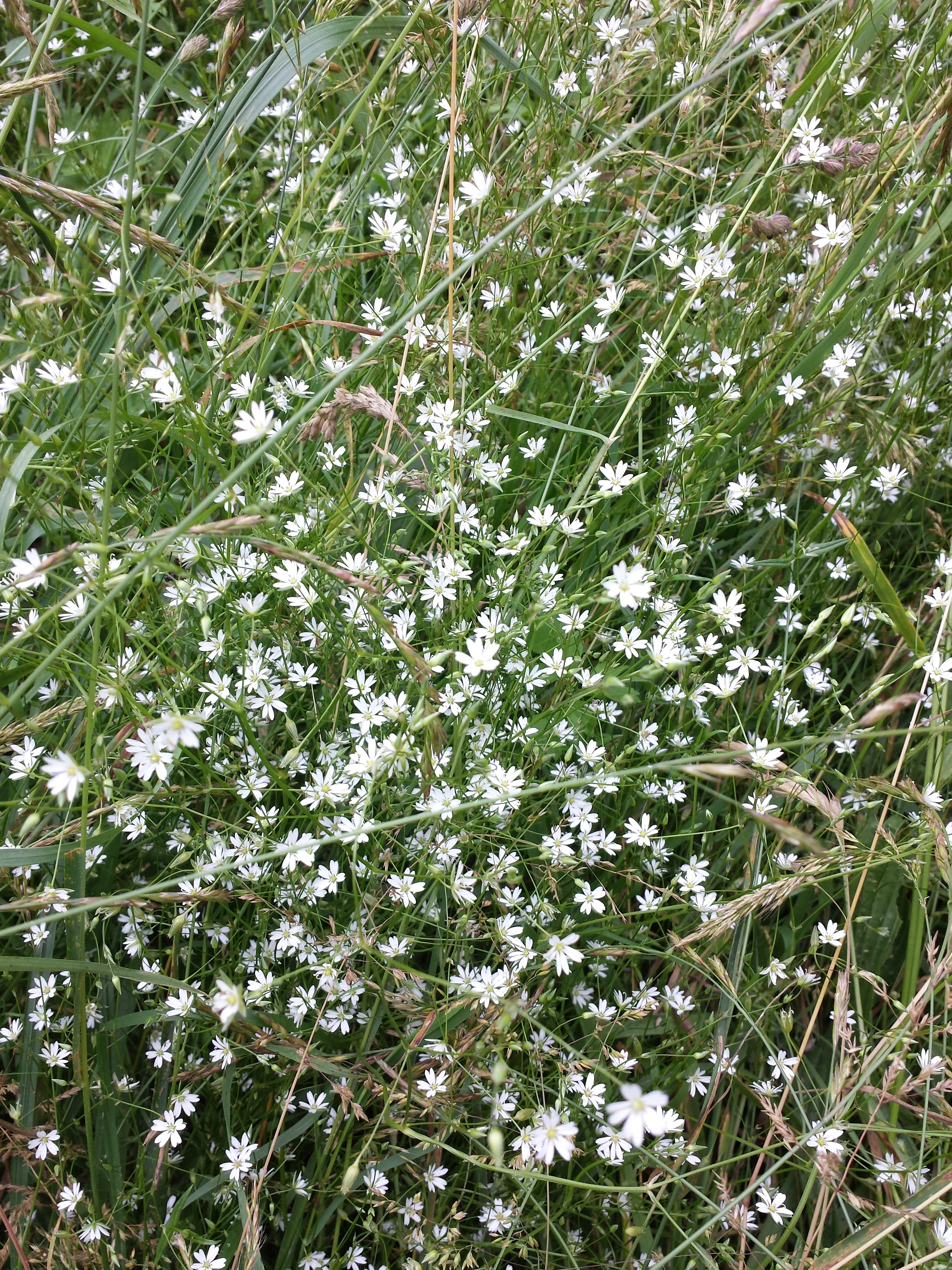
Kolonie ptačince trávovitého
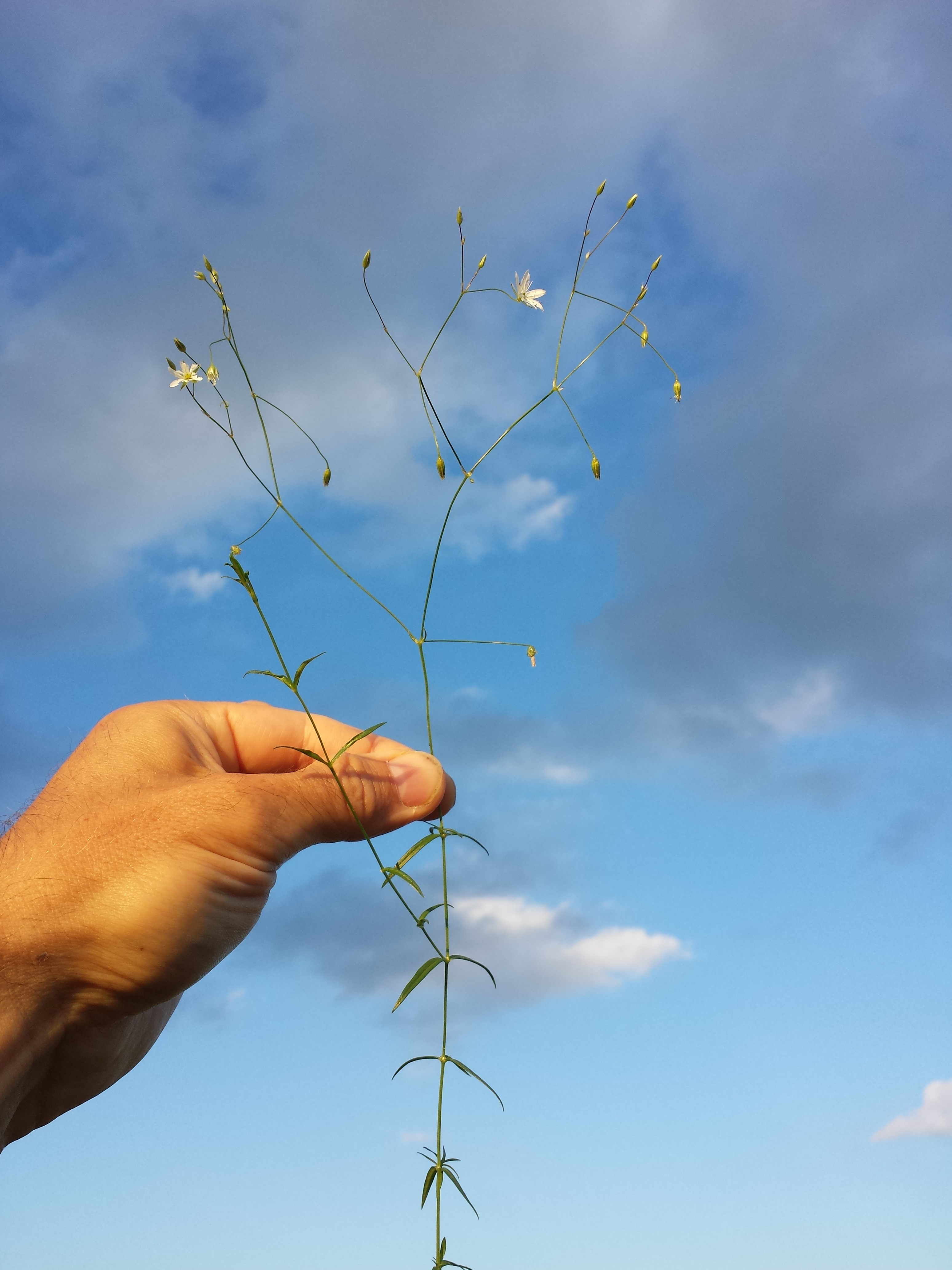
Běžná velikost
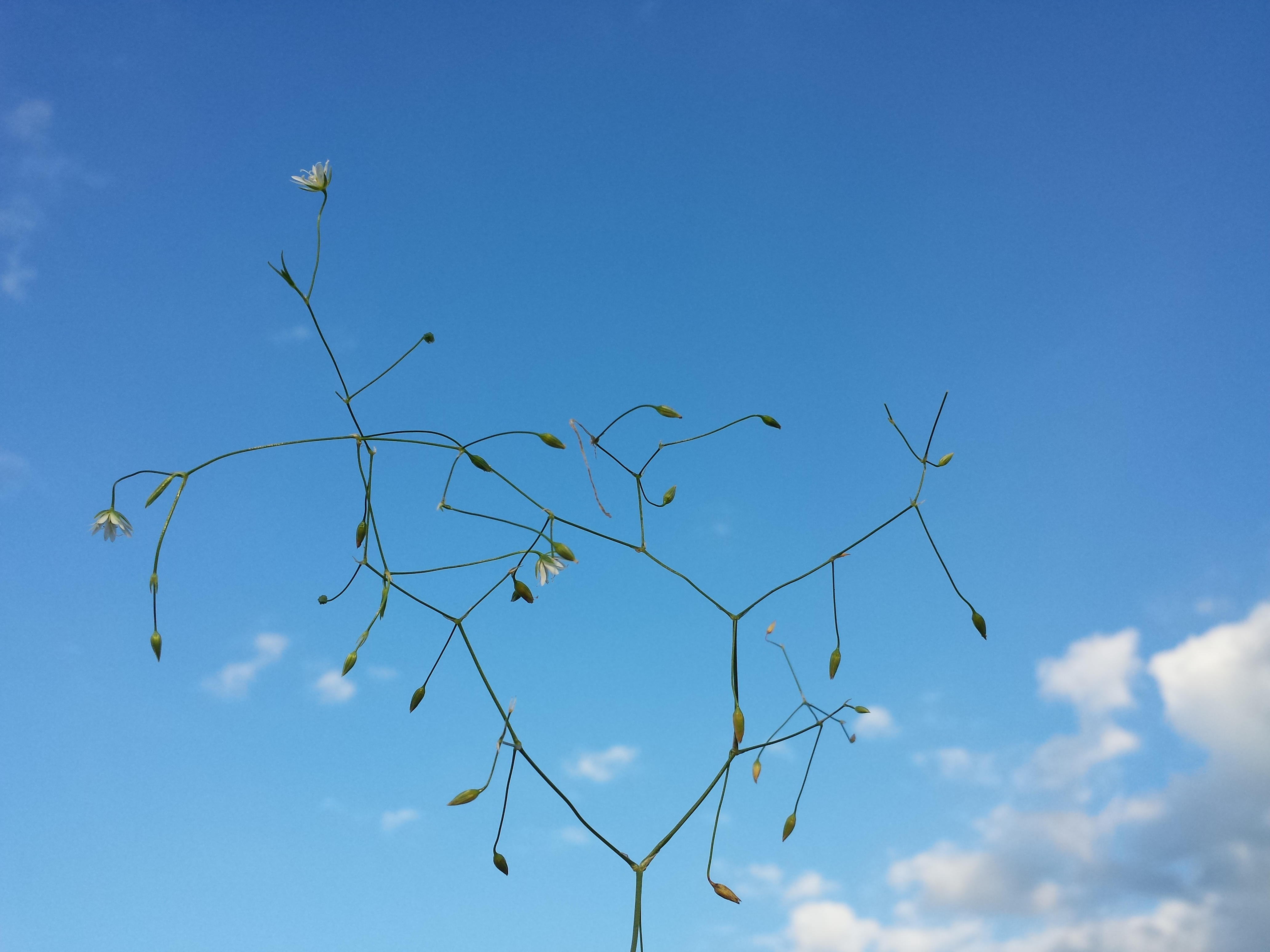
Květenství